# Pachygnatha vorax
Pachygnatha vorax là một loài nhện trong họ Tetragnathidae.
Loài này thuộc chi Pachygnatha. Pachygnatha vorax được miêu tả năm 1895 bởi Thorell.